# Thomas Pfeffer
Thomas Pfeffer (n. 15 septembrie 1957, Sachsenbrunn, Turingia, Germania) este un sportiv ce a reprezentat Germania, medaliat olimpic. A participat la 3 ediții ale Jocurilor Olimpice (1976, 1980, 1988) în care a câștigat o medalie de argint.